# Альтаре
Альтаре (італ. Altare, ліг. Artâ) — муніципалітет в Італії, у регіоні Лігурія, провінція Савона.
Альтаре розташоване на відстані близько 440 км на північний захід від Рима, 50 км на захід від Генуї, 12 км на захід від Савони.
Населення — 2124 особи (2014). Щорічний фестиваль відбувається 16 серпня. Покровитель — святий Рох.

## Демографія
Населення за роками:

Станом на 1 січня 2023 року в муніципалітеті офіційно проживало 226 іноземців з 33 країн, серед них 55 громадян країн Євросоюзу та 7 громадян України.

## Історія
Алтаре був батьківщиною давньої традиції виготовлення скла, яка сягає середньовіччя. Походження скляного заводу Altare досі невідоме. Усна традиція свідчить, що це мистецтво поширили з Північної Франції бенедиктинські ченці. Самуїл Курінський стверджує, що першими майстрами скла були євреї-сефарди, що базується на секретному характері їхньої техніки та чіткій ідентичності майстрів скла на відміну від решти населення. Якщо це так, то вони були повністю асимільовані, за винятком традиційного саморозрізнення.
Склярі-алтаристи були організовані в гільдії, на відміну від інших середньовічних майстрів. Гільдія склярів в Альтаре була заснована в 1856 році як Società artistico-vetraria d'Altare. Гільдія, відома як Університет, зберігала суворий контроль над технікою виготовлення скла.

## Сусідні муніципалітети
- Каїро-Монтенотте
- Каркаре
- Малларе
- Куїліано
- Савона